# أورسولا بنتلي
أورسولا بنتلي (بالإنجليزية: Ursula Bentley)‏ (1945 - 2004)؛ روائية بريطانية.